# Вім де Конінк
Вім де Конінк (фр. Wim De Coninck, нар. 23 червня 1959, Дейнзе) — бельгійський футболіст, що грав на позиції воротаря. По завершенні ігрової кар'єри — тренер.
Виступав, зокрема, за клуб «Антверпен», а також національну збірну Бельгії.
Чемпіон Бельгії.

## Клубна кар'єра
У дорослому футболі дебютував 1978 року виступами за команду «Варегем», у якій провів дев'ять сезонів. 
Своєю грою за цю команду привернув увагу представників тренерського штабу клубу «Антверпен», до складу якого приєднався 1987 року. Відіграв за команду з Антверпена наступні шість сезонів своєї ігрової кар'єри.
Згодом з 1993 по 2000 рік грав у складі команд «Гент» та «Андерлехт».
Завершив ігрову кар'єру у команді «Ендрахт», за яку виступав протягом 2000 року.

## Виступи за збірну
1984 року викликався до лав національної збірної Бельгії, у складі якої так і не дебютував. Був одним із резервних воротарів команди на тогорічному Євро-1984.

## Кар'єра тренера
Розпочав тренерську кар'єру відразу ж по завершенні кар'єри гравця, 2000 року, очоливши тренерський штаб клубу «Ендрахт».
Наразі останнім місцем тренерської роботи був клуб «Антверпен», головним тренером команди якого Вім де Конінк був з 2001 по 2002 рік.

## Титули і досягнення
- Чемпіон Бельгії (1):

«Андерлехт»: 1999-2000